# بدر (لیبی)
بدر (به عربی: بدر) یک منطقهٔ مسکونی در لیبی است که در استان نالوت واقع شده‌است. بدر ۱۸٬۶۹۳ نفر جمعیت دارد.